# San Rafael, Chapulhuacán
San Rafael är en ort i Mexiko.   Den ligger i kommunen Chapulhuacán och delstaten Hidalgo, i den sydöstra delen av landet, 190 km norr om huvudstaden Mexico City. San Rafael ligger 1 127 meter över havet och antalet invånare är 823.
Terrängen runt San Rafael är huvudsakligen bergig, men den allra närmaste omgivningen är kuperad. Runt San Rafael är det ganska tätbefolkat, med 60 invånare per kvadratkilometer. Närmaste större samhälle är Chapulhuacán, 5,8 km nordost om San Rafael. I omgivningarna runt San Rafael växer huvudsakligen savannskog.